# Ennealophus simplex
Ennealophus simplex là một loài thực vật có hoa trong họ Diên vĩ. Loài này được (Ravenna) Roitman & J.A.Castillo mô tả khoa học đầu tiên năm 2007.